# Tovarni
Tovarni (en rus: Товарный) és un poble (un possiólok) de l'óblast d'Astracan, a Rússia, segons el cens del 2010 tenia 639 habitants.